# 2002 코파 델 레이 결승전
2002 코파 델 레이 결승전(스페인어: La Final de la Copa del Rey de 2002)은 스페인의 축구 컵대회인 코파 델 레이의 98번째 결승전으로 코파 델 레이 2001-02의 우승 구단을 결정하기 위해 진행되었다.
이 경기는 2002년 3월 6일, 마드리드의 산티아고 베르나베우에서 열렸고, 레알 마드리드와 데포르티보가 경합했고, 마누엘 메후토 곤살레스 주심이 호루라기를 잡았다. 데포르티보는 레알 마드리드를 2-1로 이기고 7년 만의 우승이자 통산 2번째 우승을 거두었다.

## 상세 경기 정보
| 레알 마드리드 | 1 – 2             | 데포르티보                 |
| ------------- | ----------------- | -------------------------- |
| 라울 58′      | 리포트 (스페인어) | 세르히오 6′ · 트리스탄 37′ |

| 레알 마드리드 | 데포르티보 |

| (4-4-2 배치 형태) |    |                        |     |     |
|                   |    |                        |     |     |
| GK                | 13 | 세사르                 |     |     |
| DF                | 2  | 미첼 살가도            |     |     |
| DF                | 4  | 페르난도 이에로 (주장) | 25′ |     |
| DF                | 22 | 프란시스코 파본        |     | 46′ |
| DF                | 3  | 호베르투 카를루스      |     |     |
| MF                | 10 | 루이스 피구            |     | 83′ |
| MF                | 24 | 클로드 마켈렐레        |     |     |
| MF                | 6  | 이반 엘게라            | 81′ |     |
| MF                | 5  | 지네딘 지단            |     |     |
| FW                | 7  | 라울                   |     |     |
| FW                | 9  | 페르난도 모리엔테스    |     | 67′ |
| 교체 선수:        |    |                        |     |     |
| GK                | 1  | 이케르 카시야스        |     |     |
| MF                | 8  | 스티브 맥매너먼        |     | 83′ |
| MF                | 14 | 구티                   |     | 67′ |
| MF                | 16 | 플라비우 콘세이상      |     |     |
| MF                | 21 | 산티아고 솔라리        | 65′ | 46′ |
| 감독:             |    |                        |     |     |
| 비센테 델 보스케  |    |                        |     |     |

| (4-2-3-1 배치 형태) |    |                        |     |     |
|                     |    |                        |     |     |
| GK                  | 1  | 호세 프란시스코 몰리나 | 90′ |     |
| DF                  | 12 | 리오넬 스칼로니        |     |     |
| DF                  | 5  | 세사르                 |     |     |
| DF                  | 4  | 누레딘 나이베트        |     |     |
| DF                  | 3  | 엔리케 로메로          |     |     |
| MF                  | 16 | 세르히오               |     |     |
| MF                  | 6  | 마우루 시우바          | 10′ |     |
| MF                  | 18 | 빅토르                 | 31′ | 88′ |
| MF                  | 21 | 후안 카를로스 발레론   |     | 62′ |
| MF                  | 10 | 프란 (주장)            | 70′ | 83′ |
| FW                  | 9  | 디에고 트리스탄        |     |     |
| 교체 선수           |    |                        |     |     |
| GK                  | 13 | 누누                   |     |     |
| DF                  | 15 | 주안 카프테빌라        |     | 83′ |
| MF                  | 8  | 자우밍야               |     | 88′ |
| MF                  | 23 | 알도 두스체르          |     | 62′ |
| FW                  | 7  | 로이 마카이            |     |     |
| 감독:               |    |                        |     |     |
| 하비에르 이루레타   |    |                        |     |     |

## 기타
이 경기는 스페인 현지에서 흔히 100주년 경기(El Centenariazo)로 수식된다. 경기 전, 레알 마드리드는 유럽에서 가장 경쟁력 있는 구단이며, 안방인 산티아고 베르나베우에서 경기가 열렸기에 우승은 따논 당상으로 보였다. 그에 따라 마드리드가 100주년 행사를 새 코파 델 레이 트로피를 들어올리면서 치를 수 있도록 모든 것이 준비되었는데, 이 경기가 열린 날로부터 정확히 100년 전이 레알 마드리드가 창단된 날이었다.